# Louis Aragon
Louis Aragon (ejtsd: lwi aʀagɔ̃) (Párizs (?), 1897. október 3. – Párizs, 1982. december 24.) francia költő, író, újságíró, esszéista, fordító és kritikus. 
Az 1920-as években jelentős szerepet játszott a dadaista és szürrealista mozgalomban, majd 1930 után a szocialista realizmus első számú franciaországi képviselőjévé vált. A második világháború alatt írt nagy hatású hazafias verseiben a fasiszta megszállók ellen mozgósított. Szerelmes verseit a korszak legismertebb francia énekesei zenésítették meg és énekelték, s az ezekből készült hanglemezek milliókhoz juttatták el a nagy költő hírét, szavát. 
Művei évtizedekkel halála után is tovább élnek: Blanche, vagy a felejtés című regényének egy részlete 2010-ben a francia írásbeli érettségi egyik tétele volt, a tekintélyes Gallimard francia könyvkiadó 1997 és 2012 között a Pléiade sorozatban bibliapapíron 7 kötetben jelentette meg összes műveit, a francia posta 2010-ben 4 bélyegből álló sorozatot adott ki Aragon és Elsa Triolet emlékére, és számos francia városban utcát, teret, iskolát neveztek el a költőről. Mindamellett sokak szemében Aragon életére és műveire is árnyékot vetett az a tény, hogy haláláig a Francia Kommunista Párt aktív tagja és egészen az 1968-as prágai tavasz elfojtásáig a szovjet rendszer és a kommunista ideológia meggyőződéses híve volt.

## Élete

### Gyermekkora (1897–1915)

#### Születése, szülei
Aragon házasságon kívül született, s apja, a tekintélyes protestáns családból származó, a költő születésekor 57 éves Louis Andrieux, aki 1876-tól 1889-ig (majd később 1910-től 1924-ig ismét) parlamenti képviselő, 1879-től 1881-ig Párizs rendőrprefektusa, 1881-ben pedig Franciaország spanyolországi nagykövete volt, és anyja, az akkor 24 éves Marguerite Toucas, Franciaországnak a 17. században híres hitszónok püspököt is adó katolikus Massillonok leszármazottja meg akarván őrizni családjaik „becsületét”, a végsőkig titkolták szülői mivoltukat. A terhesség idejére Marguerite Toulonba költözött nagyanyja barátaihoz, hogy elrejtőzzék „a világ” elől, s azt sem lehet pontosan tudni, hogy hol született a költő: talán ott, Toulonban, talán – mint ő maga írja Sohasem tanultam írni, avagy az incipitek című esszéjében – Párizsban, „az Invalidusok terén”, de az is lehet, hogy Neuilly-sur-Seine-ben, ugyanis az ott 1897. november 3-án – egy hónappal a költő születése után – kiállított „szívességi” keresztlevélben ez szerepel. Apaként „Jean Aragont”, anyaként pedig „Blanche Moulint” diktálta be a bejelentő – minden bizonnyal maga Louis Andrieux. Az anyakönyvi hivatalban be sem jelentették a születést. Az Aragon családnevet (a spanyol Aragónia francia nevét) Louis Andrieux talán spanyolországi nagyköveti múltja emlékére választotta a fiának. A kisfiúról aztán azt mondták az embereknek, hogy a szülei egy balesetben meghaltak, ezért Marguerite anyja örökbe fogadta, Louis Andrieux pedig a keresztapja...
Aragon hivatalos anyakönyvi bejegyzésére csak 17 éves korában, 1914-ben került sor Párizs XVI. kerületében, ahol nagy tekintélyű (akkor éppen parlamenti képviselő) apja (hivatalosan keresztapja) lakott; az anyakönyvi bejegyzésben már nincs szó Jean Aragonról és Blanche Moulinről, Aragon „meg nem nevezett szülőktől” született Párizsban 1897. október 3-án… A szülők, akik egyébként mindenben gondoskodtak a fiúról, az igazságot 21 éves koráig, 1918-ig eltitkolták előtte: csak 1918. június 26-án, amikor Aragont kisegítő katonaorvosként a frontra vezényelték és anyja kikísérte a Gare de l'Estre, ott vallotta be neki – Louis Andrieux távollétében, de egyetértésével –, hogy nem a testvére, hanem az anyja, s Andrieux nem a keresztapja, hanem az apja.

### Ifjúkora:első világháború, dadaizmus, szürrealizmus (1916–1929)

#### Részvétele az első világháborúban
Aragon másodéves orvosegyetemista volt, amikor 1918-ban, 21 éves korában orvosasszisztensként behívták a francia hadseregbe, s egészen 1920-ig szolgált: előbb a fronton, majd a megszállt Rajna-vidéken, Boppard városában. Megkapta a francia hadikereszt 1914–18 kitüntetést. Megrendítő katonaélményei hatására írta a később a Befejezetlen regény c. verseskötetében megjelent egyik legismertebb versét, melynek címe Est-ce ainsi que les hommes vivent? (Hát így élnek az emberek?) A verset Léo Ferré megzenésítette, s ő maga és több más ismert francia énekes és színész, köztük Yves Montand is sokat énekelte.

#### Első írásai, dadaista és szürrealista korszaka
Leszerelése után még két évig folytatta orvosi tanulmányait, de 1922-ben úgy döntött, hogy mégsem lesz orvos, s két diáktársával, az „automatikus írással” már 1919-ben szürrealista művet alkotó André Bretonnal és Philippe Soupault-val együtt hamarosan a francia szürrealista mozgalom vezető alakjává vált.
A három fiatal tehetség 1920-ban együtt csatlakozott a dadaista mozgalomnak a román származású Tristan Tzara által fémjelzett szárnyához. A dadaista mozgalom célja minden ideológiai, esztétikai és politikai konvenció, megkötöttség eltörlése volt, hogy aztán tiszta lappal indulhasson útjára az új idők új irodalma, művészete. Együttműködésük 1922-ig tartott, akkor az addig dadaista Littérature folyóiratot Aragon, Breton és Soupault a szürrealisták lapjává változtatta.
Aragon életében 1922 januárja fordulópontot jelentett: abbahagyta orvosi tanulmányait s elhatározta, hogy az irodalomnak szenteli életét (kétségbe ejtve ezzel anyját, akinél lakott és magára haragítva Louis Andrieux-t, aki meg is vont tőle minden további anyagi támogatást). Ekkor már kiadták Örömtűz c. verseskötetét, megjelent Anicet, vagy a panoráma c. dadaista regénye, és nem sokat váratott magára egy másik dadaista regényének, a Télemakhosz kalandjainak a megjelenése sem. A szerény tiszteletdíjak azonban nem pótolták volna az apjától addig kapott rendszeres havi támogatást, ezért Breton segítségével munkát vállalt a kor híres divattervezőjénél, Jacques Doucet-nál, akinek nagy festmény- és kéziratgyűjteménye is volt, és 1922-től 1927-ig könyvtárosként és irodalmi tanácsadóként foglalkoztatta Aragont. Nemcsak rendszeres tiszteletdíjat fizetett a költőnek, hanem legkülönbözőbb programjainak, még szerelmi kalandjainak a költségeit is fedezte (csak a szerencsejátékokon elvesztett pénzét nem pótolta).
Aragon 1924-ben kezdte olvasni a marxista irodalmat, s 1927 januárjában – még Bretonnal és Soupault-val együtt – belépett a Francia Kommunista Pártba. A társak aztán hamarosan szakítottak is a párttal, de Aragon haláláig a tagja maradt, s irodalmi tevékenysége mellett egyre nagyobb szerepet vállalt a párt kulturális politikájának kidolgozásában és megvalósításában is. 
1926-ban Az örökmozgó címen a Gallimard kiadta szinte valamennyi addig írt versét, majd 1929-ben A nagy vidámság c. újabb versciklusát, amely címével ellentétben csupa szomorú, reményvesztettséget tükröző költeményt tartalmazott.
E szürrealista korszakának prózai terméséből kiemelkedik az 1926-ban publikált Párizs parasztja c. lírai regény, amely első, hosszabb részében a ma már nem létező Passage de l’Opéra utcát, a dadaisták és a szürrealisták hajdani találkozóinak színhelyét s terveiket, álmaikat mutatja be.

#### Szerelmei
A költő két első nagy szerelmét költőtársai hódították el tőle, de viszonya nem tartott hosszú ideig a harmadikkal, Nancy Cunard milliárdos angol anarchista költőnővel sem, akivel beutazta fél Európát, s 1928 októberében épp egy velencei utazás során megtudta, hogy nem ő az asszony egyetlen szeretője. Ekkor öngyilkosságot kísérelt meg, de két hónappal később Párizsban megismerkedett Elsa Triolet-val, Majakovszkij élettársának húgával, s ettől kezdve Elsa 1970-ben bekövetkezett haláláig hozzá írta összes szerelmes versét: öt verseskötet címében szerepel Elsa neve. Elsa maga is író volt, s élete végéig együtt küzdött Aragonnal az irodalmi vitákban, a politikában, a francia ellenállási mozgalomban, a gyarmatosítás elleni harcban és a feminista mozgalomban is.
Elsa halála után a 70-es éveiben járó Aragon váratlan fordulattal a férfiak iránt kezdett vonzódni, melegfelvonulásokon vett részt és haláláig fiatalemberekkel tartott fenn intim kapcsolatot.

### A szürrealizmusból a „való világba” (1930–1982)

#### AsztáliniSzovjetuniókritikátlan támogatása
1934-ben Franciaországban „népfrontpolitika” bontakozott ki, a kommunista párt feladta addigi merev elzárkózását a szocialista párttól és a többi baloldali mozgalomtól, s ebben a légkörben Aragon hamarosan a francia kulturális élet egyik központi figurájává vált. Az általa példaképnek tekintett szovjet rendszerről, a sztálini terrorról érkező riasztó híreket nem hallotta meg, sőt egy 1935-ös írásában a gulágrendszer érdemeit dicsérte, amely „hasznos embereket farag a bűnözőkből”. Kikezdhetetlen, naiv optimizmusa csak Sztálin halála és a szovjet párt 1956 februárjában tartott XX. kongresszusán a Hruscsov pártfőtitkár által elmondott leleplező beszéd tartalmának megismerése után omlott össze. Erről tanúskodik 1956-os nagy, „önéletrajzi” versciklusa, A befejezetlen regény.

#### A második világháború: a francia ellenállási mozgalom harcosa, költője
Aragon 1939 augusztusában, a Molotov–Ribbentrop-paktum aláírása után az általa szerkesztett Ce soir c. kommunista újságban dicsérte Sztálin döntését és a szovjet „békepolitikát”, s arra szólította fel Franciaországot és Angliát, hogy kössenek háromoldalú megállapodást a Szovjetunióval.
Cikkének megjelenése után a lapot azonnal elkobozták, a Francia Kommunista Pártot törvényen kívül helyezték és a párt vezetőit letartóztatták. Ő maga néhány napig Chile párizsi nagykövetségén talált menedéket chilei kommunista költőbarátja, a később, 1971-ben Nobel-díjjal is kitüntetett Pablo Neruda segítségével. 
1939 szeptemberében, amikor a náci Németország megtámadta Lengyelországot, Aragont is behívták katonai szolgálatra, majd „orvosasszisztensként” ismét a frontra vezényelték, akárcsak annak idején az első világháborúban.
Az 1940 májusában megnyitott nyugati fronton szolgált, s bátor magatartásáért megint hadikereszttel tüntették ki. A fronton töltött hónapok adták a költőnek az ihletet az 1942-ben publikált Elza szeme c. verseskötet legtöbb darabjához.
A nyugati front összeomlása után Dél-Franciaországba menekült, ott írta nagy hatású, ellenállásra buzdító verseit (A rózsa és a rezeda, Ballada arról aki dalolva állta a kínszenvedést, Franktirőr dala, Száz falu regrutája), s szervezte az ellenállási mozgalmat.

#### A második világháború utáni évtizedek
A háború után az ellenállási mozgalomban tovább erősödött tekintélyét pártja és a kommunista világmozgalom szolgálatába állította: részt vett a francia irodalmi életben is véghez vitt „tisztogatásokban”, első pillanattól kezdve a szovjeteket támogatta, amikor azok elítélték Tito jugoszláv rendszerét, s nem szűnt dicsérni Sztálin tetteit. Az általa irányított francia irodalmi folyóirat, a Les Lettres françaises 1953. márciusi számában, a diktátor halála után ezt írta: Köszönet Sztálinnak a férfiakért, akik az ő példája, az ő gondolatvilága, a sztálini elmélet és gyakorlat nyomán acélosodtak meg, s akik immár a francia függetlenség biztosítékai, népünk békeakaratának és a munkásosztály jövőjének garanciái…
1950-ben beválasztották a Francia Kommunista Párt Központi Bizottságába, s így az addiginál is erősebb pozícióból vehetett részt a pártban és Franciaországban Sztálin halálát követően kezdődött és az 1956-os XX. kongresszus után felerősödött kulturális és ideológiai vitákban. Az évek során Elsa Triolet közvetítésével értesült a sztálini diktatúra rémtetteiről, de még ekkor sem akart „ártani” pártjának, inkább a hallgatást választotta. Hallgatott 1956-ban is, amikor a XX. kongresszuson elhangzott Hruscsov Sztálin bűneit feltáró beszámolója, s nem emelte fel szavát az 56-os magyar forradalom védelmében sem. Hallgatásával magáévá tette pártja helyzetelemzését, amely szerint a magyar felkelést a burzsoázia és az arisztokrácia szította, és a magyar munkások verték le a szovjet Vörös Hadsereg segítségével… („Párthűségét” a szovjet vezetés 1957 novemberében Lenin-békedíjjal jutalmazta.) A világ csak „költői önéletrajzából”, A befejezetlen regény c. verseskötetből értesülhetett arról, hogy milyen személyes gyötrelmet és kiábrándulást jelentett a költőnek az 1956-os esztendő.
A hatvanas években, ahogy egyre több információhoz jutott a szovjet rendszer és a csatlós államok rendszereinek bűneiről, végre elérkezettnek látta az időt, hogy élesen elítélje a szovjet típusú kommunista önkényt. A Les Lettres françaises hasábjait megnyitotta a szovjet és kelet-európai ellenzékiek előtt, s 1968-ban, a prágai tavasz elfojtása után előszót írt Milan Kundera Tréfa c. regényének francia kiadásához: Azon a reggelen a tranzisztoros rádióból örök illúzióink halálos ítéletéről értesültünk...
A Francia Kommunista Párttal azonban sohasem szakított, s amikor 1982-ben meghalt, még mindig tagja volt az FKP Központi Bizottságának.

## Művészete
Aragont a franciák a 20. század második felének költőóriásaként tartják számon. Verseiben a kezdeti dadaista és szürrealista próbálkozásokat, nyelvi játékokat a második világháború közeledtével s az ellenállás idején felváltották a klasszikus, rímes versformák, amelyek leginkább Apollinaire verseire emlékeztetnek. A háború után a politikai mondanivaló lassan eltűnt költeményeiből, hangja kitisztult s egyre líraibbá vált.
Prózai művei tükrözik a század irodalmi áramlatait: szürrealista regény, realista regény, új regény. Regényírói vénája nem apadt el annak ellenére sem, hogy kezdetben szürrealista barátai akarták lebeszélni a regényírásról, mert ők a regényt eleve „lapos” műfajnak tekintették, később meg – főleg a Kommunisták köteteinek megjelenésekor – kommunista barátai bosszantották fel azzal, hogy „végre azt írja, amit kell”.

## Művei

### Versek, verseskötetek
- Feu de joie (Örömtűz), Éditions Au sans pareil, 1919.
- Le Mouvement perpétuel (Az örökmozgó), Gallimard, 1926.
- La Grande Gaîté (A nagy vidámság), Gallimard, 1929.
- Persécuté persécuteur (Üldözött üldöző), Éditions surréalistes, 1931.
- Hourra l’Oural (Hurrá, Ural!), Denoël et Steele, 1934.
- Le Crève-cœur (Szívszakadásig), Gallimard, 1941.
- Cantique à Elsa (Ének Elzához), Éditions de la Revue Fontaine, Alger, 1942.
- Les Yeux d’Elsa (Elza szeme), Éditions de la Baconnière, Neuchâtel, 1942.
- Brocéliande (A broceliande-i erdő), Éditions de la Baconnière, Neuchâtel, 1942.
- Le Musée Grévin (A Musée Grévin, François la Colère álnéven), La Bibliothèque française, 1943.
- L’Honneur des poètes (A költők becsülete), 23 költő verseit – köztük Jacques Destaing álnéven Aragon Prélude à la Diane française (Prelúdium a francia Dianához), Ballade de celui qui chantait dans les supplices (Ballada arról, aki dalolva állta a kínszenvedést) és Romance des quarante mille (A negyvenezrek románca) c. versét – tartalmazó verseskötet, Éditions de Minuit, 1943.
- La Rose et le Réséda (A rózsa és a rezeda), megjelent a Le Mot d’ordre (A jelszó) c. újságban 1943-ban.
- La Diane française (A francia Diana), Éditions Pierre Seghers, 1944.
- Le Nouveau Crève-cœur (Megint szívszakadásig), Gallimard, 1948.
- Les yeux et la mémoire (A szem és az emlék), Gallimard, 1954.
- Le Roman inachevé (A befejezetlen regény), Gallimard, 1956.
- Elsa (Elza), Gallimard, 1959.
- Les Poètes (A költők), Gallimard, 1960, ISBN 978-2070202263.
- Le Fou d’Elsa (Elza bolondja), Gallimard, 1963, ISBN 978-2070202270.
- Il ne m'est Paris que d’Elsa (Nekem nincs Párizs Elza nélkül), Éditions Robert Laffont, 1964.
- Les Chambres, poème du temps qui ne passe pas (A szobák, vers a nem múló időről), Éditeurs français réunis, 1969, ISBN 978-2234048508.

### Regények, elbeszélések, levelek
- Anicet ou le Panorama (Anicet, vagy a panoráma), Gallimard, 1921.
- Les Aventures de Télémaque (Télemakhosz kalandjai), Gallimard, 1922.
- Le Libertinage (A szabadosság), Gallimard, 1924.
- Le Paysan de Paris (Párizs parasztja), Gallimard, 1926.
- Le Con d'Irène (Irène puncija, Albert de Routisie álnéven), Éditions René Bonnel, 1928.
- A Le Monde réel (A való világ) regényciklus darabjai:

Les Cloches de Bâle (A bázeli harangok), Éditions Denoël, 1934.
Les Beaux Quartiers (Úri negyed), Éditions Denoël, 1936.
Les Voyageurs de l'impériale (Az omnibusz utasai), Gallimard, 1942.
Aurélien (Sziget a Szajnán), Gallimard, 1944.
Les Communistes (Kommunisták), kiadta 6 kötetben a Gallimard 1949-51-ben.
- Servitude et Grandeur des Français. Scènes des années terribles. (Szolgaság és dicsőség. Képek a szörnyű évekből), La Bibliothèque française, 1945.
- Le Neveu de Monsieur Paul (Paul úr unokaöccse), Les Éditeurs français réunis, 1953.
- La Semaine Sainte (A nagyhét), Gallimard, 1958.
- J'abats mon jeu (Kiterítem kártyáimat), Les Éditeurs français réunis, 1959.
- Histoire parallèle (Párhuzamos történet), Presses de la Cité, 1962.
- La Mise à mort (A kivégzés), Gallimard, 1965, ISBN 978-2070100187.
- Blanche ou l'oubli (Blanche, vagy a felejtés), Gallimard, 1967, ISBN 978-2070105953.
- Henri Matisse, roman (Henri Matisse, regény), Gallimard, 1971, ISBN 2070754073.
- Théâtre/Roman (Színház/Regény), Gallimard, 1974, ISBN 978-2070108213.
- Le Mentir-vrai (Igazat hazudni), Gallimard, 1980, ISBN 2070224864.
- La Défense de l'infini (A végtelen védelmében), Éditions Edouard Ruiz, 1986, ISBN 2070707938.
- Les Aventures de Jean-Foutre La Bite (Jean-Foutre la Bite kalandjai), Gallimard, 1986, ISBN 978-2070707935.
- Pour expliquer ce que j'étais (Hogy megmagyarázzam, mi voltam), Gallimard, 1989, ISBN 978-2070715602.
- Lettres à André Breton, 1918-1931 (Levelek André Bretonnak, 1918-1931), Gallimard, 2011, ISBN 978-2070135202.

### Esszék
- Une vague de rêves (Álomhullám), 1924. évi őszi számában közölte az 1924 és 1932 között negyedévente megjelent "Commerce" c. folyóirat.
- Traité du style (Stílustanulmány), Gallimard, 1928.
- Pour un réalisme socialiste (A szocialista realizmusért), Éditions Denoël et Steele, 1935.
- L'Homme communiste (A kommunista ember), Gallimard, 1946.
- Je n'ai jamais appris à écrire ou les incipit (Sohasem tanultam írni, avagy az incipitek), Genf, Skira, 1969.
- Le Yaouanc (Le Yaouanc – esszé Alain Le Yaouanc festőről), Éditions Carmen Martinez et La Pierre d'Angle, 1979.

### Összes műveinek kiadása
- Oeuvres poétiques complètes (Összes versei), Gallimard, Bibliothèque de la Pléiade, 2 kötetben:

I. kötet: 2007, ISBN 978-2070113279,
II. kötet: 2007, ISBN 978-2070113286.
- Oeuvres romanesques complètes (Összes prózai művei), Gallimard, Bibliothèque de la Pléiade, 5 kötetben:

I. kötet: 1997, ISBN 978-2070115099,
II. kötet: 2000, ISBN 978-2070115105,
III. kötet: 2003, ISBN 978-2070115297,
IV. kötet: 2008, ISBN 978-2070115303,
V. kötet: 2012, ISBN 978-2070134113.

## Magyarul
- A bázeli harangok. Regény; ford. Hevesi András; Cserépfalvi, Bp., 1935
- Úri negyed; ford. Nagy András; Athenaeum, Bp., 1937
- Aragon: Költemények / Elsa Triolet: Fegyveres fantomok; ford. Térey Sándor, Murányi-Kovács Endre; Parnasszus, Bp., 1947
- Nincs többé római jog; ford. Keszi Imre; Hungária Ny., Bp., 1948 (Forintos regény)
- Szolgaság és dicsőség; ford. Keszi Imre; Szikra, Bp., 1948
- Aragon Louis válogatott versei; ford. Békés István et al., szerk., bev. Somlyó György; Parnasszus, Bp., 1948
- Az omnibusz utasai, 1-2.; ford.: Lányi Viktor; Athenaeum, Bp., 1948 (Nagy elbeszélők. Nyugati irodalom)
- Ember és kultúra; ford. Rába György; Szikra, Bp., 1949 (Marxista ismeretek kis könyvtára)
- A kommunista ember; ford. Murányi-Kovács Endre; Szikra, Bp., 1949
- Kommunisták. 1., 1939. február–szeptember; ford. Gyergyai Albert; Szikra, Bp., 1950
- Kommunisták. I. 2., 1939. szeptember–november; ford. Gyergyai Albert; Szépirodalmi, Bp., 1951
- Kommunisták. I. 3., 1939. november–1940. március; ford. Gyergyai Albert; Szépirodalmi, Bp., 1951
- Kommunisták. 1940. március–1940. május; ford. Gyergyai Albert; Szépirodalmi, Bp., 1951
- Kommunisták. I. 5., 1940. május–1940. június; ford. Gyergyai Albert; Szépirodalmi, Bp., 1953
- Úri negyed. Regény; ford. Nagy András, Fodor József, Faludy György, jegyz. Szekeres György; Új Magyar Kiadó, Bp., 1956
- Művészetről, művészekről; vál. Gera György, ford. Csatlós János et al., bev. Gyergyai Albert, jegyz. Bajomi Lázár Endre; Magvető, Bp., 1956
- Befejezetlen regény. Költemény. Válogatás; ford., vál., bev. Somlyó György; Magyar Helikon, Bp., 1958
- Le mouton / A spicli; ford. Keszi Imre; Terra, Bp., 1959 (Kétnyelvű kis könyvtár)
- A nagyhét. Történelmi regény, 1-2.; ford. Kolozsvári Grandpierre Emil, bev. Köpeczi Béla, jegyz. Réz Ádám; Magvető, Bp., 1960 (Világkönyvtár)
- Sziget a Szajnán; ford., jegyz. Szekeres György; Európa, Bp., 1961
- Aragon válogatott versei; vál., szerk., utószó Somlyó György, ford. Illyés Gyula et al., jegyz. Kelemen Imre; Európa, Bp., 1964
- A kollázs; ford. Bajomi Lázár Endre; Corvina, Bp., 1969
- A költő és a valóság; vál. Dobossy László, ford. Bajomi Lázár Endre et al., utószó Fodor István; Gondolat, Bp., 1970
- Aragon beszélget Dominique Arbannal; ford. Szávai János; Európa, Bp., 1971 (Modern könyvtár)
- Kommunisták. Regény, 1-2.; Európa, Bp., 1972 
  - 1. 1939. február–november; ford. Gyergyai Albert
  - 2. 1940. március–június; ford. Gyergyai Albert, Szávai Nándor
- Louis Aragon versei; ford. Gereblyés László et al.; Európa, Bp., 1984 (Lyra mundi) ISBN 9630732564
- Iréne puncija; ford. Pál F. Gyula; NewMark–PolgART, Bp., 2002 (Tabu. Erotika) ISBN 9639306452